# Embaixada do Brasil em Lima
A Embaixada do Brasil em Lima é a missão diplomática brasileira no Peru. Está localizada na Av. Jose Pardo, 850.